# 姫田忠義
姫田 忠義（ひめだ ただよし、1928年9月10日 - 2013年7月29日）は、日本のドキュメンタリー映画監督、映像民俗学者。株式会社民族文化映像研究所（民映研）名誉所長。特定非営利活動法人「地球ことば村・世界言語博物館」顧問。
中央大学経済学部名誉教授で中国近現代史研究者の姫田光義は弟。長男はフルート演奏家の姫田大。次男の姫田蘭はミュージシャン、プロデューサー、民族文化映像研究所ブログ「民映研ジャーナル」担当。

## 来歴
兵庫県神戸市和田岬（現在は兵庫区内）に生まれる。父はガス会社の工員であった。兄や姉は高等小学校どまりであったが、国鉄（当時は鉄道省）で働いていた9歳年上の兄の援助で、1941年に兵庫県立第四神戸中学校（兵庫県立星陵高等学校の前身校の一つ）に進学。
1944年に志願して予科練に入隊。三重海軍航空隊から、高知県の浦戸海軍航空隊に移る。しかし飛行兵でありながら、飛行機不足のため、一度も飛行機に乗ることはなかった。1945年、戦局が悪化すると特攻隊にも志願し、人間魚雷「回天」での突撃候補となるが、そのまま敗戦を迎える。
戦後、沖仲仕をしながら、旧制神戸経済専門学校（新制神戸商科大学の前身、現在の兵庫県立大学）に通学。卒業論文は人間の価値を哲学的に考える「価値論」をテーマにしたが、書きあげることができず、教授の温情で卒業を迎えられた。
住友金属工業に入社し、尼崎工場の労務課に配属され、のちに大阪の本社に移る。なお、大阪本社時代の上司は与謝野鉄幹の息子であった。社内の演劇活動に誘われて参加し、演劇に熱中する。そのため、住友金属工業を5年で退社。
1954年に上京して、八田元夫が主催していた「演出研究所」（のち「演出劇場」）に、演出家志望として入る。上京から半年後、「日本読書新聞」に掲載されていた民俗学者宮本常一の記事に興味を抱き、日本常民文化研究所の宮本を訪ねて、その人間的魅力に圧倒されて師事する。様々な職業につきながら、劇団活動を続けるが、その人間関係に嫌気がさし、演出研究所を3年で退団。NHKの人形劇「チロリン村とくるみの木」の演出を担当する。この時、人形遣いの水田外史と知り合う。
1958年、宮本常一から薦められた対馬に渡り、ほとんど資金がないまま、15日間にわたって村々を訪ね歩く。この際に出会った60歳の老人から、父親の借金を一生をかけて返済した話をされる。「わしは、あんたにこの話をするためにいままで生きてきたようなものだ」と言われて衝撃を受け、この言葉が以降の活動の原点となる。その後は教養番組のシナリオライター業に従事。1961年にはカメラマンの伊藤碩男（のちに民映研の創立に参加）とともに、再度、対馬を訪れ、人々の姿をフィルムに撮影する。
1965年から1966年にかけて製作された、宮本常一が監修をつとめたテレビドキュメンタリー『日本の詩情』の取材・脚本・構成を担当。日本各地の村々を取材して周り、日本列島の多様性に目覚める。その後も、宮本主催の雑誌「あるくみるきく」の取材などで、山村文化に注目して日本中の山々をめぐり、また沖縄やアイヌの人々などを訪ね歩く。
1968年、アイヌ文化研究者の萱野茂と出会い、アイヌの深い精神文化を教えられて感銘を受ける。その後、萱野の著書執筆への協力活動や、萱野のアイヌ文化復興活動を映像におさめるなど、生涯にわたる交流を続けることになる。
1968年 - 1970年には初の映画監督作品として、宮崎県の山村での、イノシシの首を神にささげる祭りを記録した『山に生きるまつり』を製作。この際から、カメラの伊藤碩男とともに、「製作担当」として小泉修吉（やはり、のちに民映研の創立に参加）が同行するようになる。
以降、日本各地に残る貴重な民俗文化（自然に依拠した人間の精神文化である「基層文化」）を映像に残し、100本を超える作品を制作。主な作品に、『アイヌの結婚式』（1971年）、『イヨマンテ－熊送り』（1977年）、『椿山－焼畑に生きる』（1977年）、『越後奥三面－山に生かされた日々』（1984年）、『越後奥三面第2部－ふるさとは消えたか』（1995年）など。国内外で数々の賞を受賞し、海外でも高く評価されている。撮影時にはすでに「行われなくなっていた」行事や技術等については、かつての体験者に依頼し、復元してもらったものを映像化した作品もある。その作業をきっかけに、途絶えていた伝統が復活した例も多い。
1975年、フランスの人類学者ジャック・ルフィエが「アイヌ文化研究」のため来日したため、面会して様々な日本の伝統文化の魅力について語り、意気投合する。1977年から姫田もフランスに渡り、フランス領バスク、北カタルーニャ、オクシタニア地方などの南フランスの固有文化について、コレージュ・ド・フランス形質人類学研究所と、共同研究を行った。
1975年から師の宮本とともに、山口県光市での村﨑義正らの「猿まわし復興」活動にも関わり、その調教の記録を「周防猿まわし」として映像化した。
1976年には「株式会社民族文化映像研究所」設立。1981年からは民族文化映像研究所内で、その映像を定期上映する活動「アチック・フォーラム」を開始した。
1980年には、ダム計画で消え行く可能性があった、新潟県岩船郡朝日村の「マタギの里」として知られた「奥三面（おくみおもて）」集落を訪問。狩猟、焼畑、川漁、山菜・木の実採集などの日本人の古くからの営みのほとんどが行われていることに感動し、翌年から村の暮らしを詳しく記録して映像化した（なお、「奥三面ダム」建設のため、1985年秋に村は閉村。2000年10月に、集落の跡地は水面下に消えた）。
2003年から自作を『日本の姿』シリーズとしてビデオ化・DVD化をおこなった。2011年4月、日本映画大学特任教授に就任した。
2012年6月、民族文化映像研究所所長の職を退任、名誉所長に就任（代表取締役社長 小原信之）。
2013年7月29日、慢性閉塞性肺疾患のため死去。84歳没。

## 映画作品
- 『山に生きるまつり』（1970年）
- 『アイヌの結婚式』（1971年） - 東京都教育映画コンクール奨励賞、イタリア・ポポリ映画祭入賞
- 『チセ・ア・カラ（われらいえをつくる）』（1974年） - 日本初のアイヌ語映画。教育映画祭優秀賞、東京都教育映画コンクール銀賞、キネマ旬報文化映画ベストテン5位
- 『カタロニアの復活祭』（1974年） - キネマ旬報文化映画ベストテン7位
- 『うつわ 食器の文化』（1975年）
- 『奥会津の木地師』（1976年） - キネマ旬報文化映画ベストテン3位
- 『豊松祭事記』（1977年）
- 『椿山』（1977年） - キネマ旬報文化映画ベストテン2位
  - 焼畑農業の豊かさを記録。
- 『イヨマンテ 熊おくり』（1977年） - イタリア・フェルモ国際北極圏映画祭「人類の遺産」賞、エストニア・ペルノー国際映像人類学祭最高科学ドキュメンタリー賞
- 『諸鈍シバヤ』（1978年）
- 『沙流川アイヌ・子どもの遊び』（1978年） - 東京都教育映画コンクール銀賞
- 『アイヌの丸木舟』（1978年）
- 『竹縄のさと』（1978年）
- 『豊作の祈り』（1978年）
- 『甑島のトシドン』（1979年）
- 『秩父の通過儀礼1：安産祈願から帯解きまで』（1979年）
- 『御伊勢講とほうそう踊り』（1979年）
- 『周防猿まわし』（1980年） - キネマ旬報文化映画ベストテン3位
- 『下園の十五夜』（1980年） - 日本紹介映画コンクール特別賞
- 『竹富島の種子取祭』（1980年）
- 『夏祭と十五夜行事』（1980年）
- 『秩父の通過儀礼2 子どもザサラから水祝儀まで』（1980年） - 教育映画祭優秀作品賞
- 『佐渡の車田植』（1981年）
- 『越後二十村郷・牛の角突き』（1981年）
- 『秩父の通過儀礼3 若衆組と竜勢』（1981年）
- 『大隅・薩摩の春まつり』（1981年）
- 『アマ・ルール 大地の人 バスク』（1981年） - キネマ旬報文化映画ベストテン9位
- 『奄美の豊年祭』（1982年）
- 『秩父の通過儀礼4 クレ祝儀・モライ祝儀』（1982年）
- 『竜郷のアラセツ ショチョガマ・平瀬マンカイ』（1982年）
- 『喜界島の八月行事』（1982年）
- 『与論の十五夜行事』（1982年）
- 『鹿児島の正月行事』（1982年）
- 『秩父の通過儀礼5 年祝いから先祖供養まで』（1983年）
- 『金沢の羽山ごもり』（1983年）
- 『伊作の太鼓踊り』（1983年）
- 『八朔踊りとメンドン』（1983年）
- 『佐仁の八月踊り』（1983年）
- 『ボゼの出る盆行事』（1983年）
- 『標津・竪穴住居をつくる』（1984年）
- 『沙流川アイヌ・子どもの遊び 冬から春へ』（1984年）
- 『ホゼと願成就』（1984年）
- 『大隅の柴まつり』（1984年）
- 『川口の鋳物師』（1984年）
- 『奥三面の熊オソ』（1984年）
- 『山人の丸木舟』（1984年）
- 『奥三面の「ドゥ」』（1984年）
- 『ぜんまい小屋のくらし』（1984年）
- 『田島祇園祭のおとうや行事』（1984年）
- 『越後奥三面 山に生かされた日々』（1984年） - 優秀映画鑑賞会特選、日本映画ペンクラブ特別推薦、日本映画ペンクラブ・ノンシアトリカル部門第1位、キネマ旬報文化映画ベストテン2位、シカゴ国際映画祭ドキュメンタリー部門銀賞
  - 「奥三面ダム」計画により消滅した集落の生活の記録を描いた作品。
- 『祓川の棒踊り』（1985年）
- 『羽島崎神社の春まつり』（1985年）
- 『高山の水神まつりと八月踊り』（1985年）
- 『西米良の焼畑』（1985年）
- 『川越の職人 鳶と左官』（1985年）
- 『わたしたちのまち・自然・いのち』（1985年）
- 『陸奥室根の荒まつり』（1986年）
- 『奈良田の焼畑』（1986年）
- 『武州藍』（1986年）
- 『奄美のノロのまつり』（1987年）
- 『奄美のノロのまつり その2』（1988年）
- 『マイワイの社会』（1988年）
- 『からむしと麻』（1988年） - キネマ旬報文化映画ベストテン7位
- 『まちゃん（待網漁） 与論島』（1988年）
- 『竹に暮らす』（1988年）
- 『埼玉の瓦職人』（1988年）
- 『奄美の泥染』（1988年）
- 『茂庭の炭焼』（1988年）
- 『奥茂庭 摺上川の流れとともに』（1988年）
- 『忍城の鯱』（1988年）
- 『トカラ 七つの島々』（1988年）
- 『舟大工の世界』（1989年）
- 『川越まつり』（1989年）
- 『山北のボタモチ祭』（1989年）
- 『薩摩の紙漉』（1989年）
- 『埼玉の木地師』（1989年）
- 『越前和紙』（1989年） - イタリア・ポポリ映画祭民族部門入選
- 『青海の竹のからかい』（1989年）
- 『麟閣 千少庵の茶室』（1989年）
- 『旧岩澤家住宅の復元』（1989年）
- 『薩摩の水からくり』（1990年）
- 『湯 山形県大蔵村肘折温泉郷』（1990年）
- 『埼玉の押絵羽子板』（1990年）
- 『茂庭のしなだ織』（1990年）
- 『イザイホー1990年 久高島の女たち』（1990年）
  - 担い手不足を理由にイザイホーが中止となった年の久高島が題材。
- 『旧原家住宅の復元』（1990年）
- 『根知山寺の延年』（1991年）
- 『茂庭の焼畑』（1991年）
- 『小川和紙』（1991年）
- 『神と紙 その郷のまつり』（1992年）
- 『茂庭の暮らし 狩猟・漁労・採集』（1992年）
- 『埼玉の箕づくり』（1993年）
- 『那珂川の漁労』（1993年）
- 『寝屋子 海から生まれた家族』（1994年）
- 『平方のどろいんきょ』（1994年）
- 『越後奥三面第二部 ふるさとは消えたか』（1995年） - 日本映画ペンクラブ1996年ノンシアトリカル部門第5位、キネマ旬報文化映画ベストテン7位
- 『日光山地の鹿狩り』（1995年）
- 『飛騨国白川郷世界遺産登録記念：コガヤとともに』（1996年） - キネマ旬報文化映画ベストテン5位
- 『シシリムカのほとりで：アイヌ文化伝承の記録』（1996年） - 日本映画ペンクラブノンシアトリカル部門第5位、キネマ旬報文化映画ベストテン3位、JSC賞スピリット賞
- 『玉鋼：子どもがひらいた古代製鉄の道』（1997年）
- 『太平洋の中の新島：火山島・新島の成り立ち』（1997年）
- 『新島の植物』（1997年）
- 『集落の成り立ち』（1997年）
- 『漁の世界：海と新島1』（1997年）
- 『舟づくり：海と新島2』（1997年）
- 『くさやづくり：海と新島3』（1997年）
- 『新島の年中行事：正月行事』（1997年）
- 『新島の年中行事：盆行事』（1997年）
- 『新島の真田織り』（1997年）
- 『稲ワラの恵み：飛騨国白川郷』（1997年）
- 『川の大じめ：埼玉県上尾市川』（1998年）
- 『七島正月：鹿児島県十島村悪石島』（1998年）
- 『草・つる・木の恵み：飛騨国白川郷』（1998年）
- 『越前笏谷石：石と人の旅』（2000年）
  - 『越前笏谷石：石と人の旅（短縮版）』（2000年）
- 『飛騨白川郷のどぶろく祭り』（2000年）
- 『竹の焼畑：十島村悪石島のアワヤマ』（2001年）
- 『美濃 はなしの里：2003年美並村の原風景』（2003年）
- 『粥川風土記：2004年』 - キネマ旬報文化映画ベストテン2位

## ビデオ作品
- 国立民族学博物館をはじめ、各地の博物館・教育委員会向けに、それぞれ独自のビデオ作品を制作（合計約150本）。
- 図書館等の団体向けに販売しているビデオ（上記の映画作品を再編集。第13巻からはDVD。）
  - 日本の姿第1巻/アイヌの結婚式─北海道平取町二風谷 紀伊國屋書店  2003
  - 日本の姿第2巻/山に生きるまつり─宮崎県西都市銀鏡 紀伊國屋書店  2003
  - 日本の姿第3巻/椿山 焼畑に生きる─高知県池川町椿山 紀伊國屋書店  2003
  - 日本の姿第4巻/奥会津の木地師─福島県田島町針生 紀伊國屋書店  2003
  - 日本の姿第5巻/龍郷のアラセツ ショッチョガマと平瀬マンカイ─鹿児島県大島郡龍郷町秋名 紀伊國屋書店 2003
  - 日本の姿第6巻/寝屋子海から生まれた家族─三重県鳥羽市答志島答志 紀伊國屋書店  2003
  - 日本の姿第7巻/イヨマンテ 熊おくり－北海道平取町二風谷 紀伊國屋書店  2004
  - 日本の姿第8巻/下園の十五夜行事－鹿児島県枕崎市下園 紀伊國屋書店  2004
  - 日本の姿第9巻/金沢の羽山ごもり－福島県福島市金沢 紀伊國屋書店  2004
  - 日本の姿第10巻/からむしと麻－福島県大沼郡昭和村大芦・大岐 紀伊國屋書店  2005
  - 日本の姿第11巻/竹縄のさと－埼玉県秩父郡東秩父村御堂萩平 紀伊國屋書店  2005
  - 日本の姿第12巻/越前和紙－福井県今立町五箇 紀伊國屋書店  2005
    - 13巻以降の巻はDVD

  - 日本の姿第13巻/合掌造り民家はいかに生まれるか－技術伝承の記録 紀伊國屋書店  2005
  - 日本の姿第14巻/コガヤとともに 紀伊國屋書店  2005
  - 日本の姿第15巻/草・つる・木の恵み 紀伊國屋書店  2005
  - 日本の姿第16巻/秩父の通過儀礼その1－安産祈願から帯解きまで 紀伊國屋書店  2006
  - 日本の姿第17巻/秩父の通過儀礼その2－子どもザサラから水祝儀まで  紀伊國屋書店  2006
  - 日本の姿第18巻/秩父の通過儀礼その3－若衆組と龍勢 紀伊國屋書店  2006
  - 日本の姿第19巻/秩父の通過儀礼その4－クレ祝儀・モライ祝儀  紀伊國屋書店  2006
  - 日本の姿第20巻/秩父の通過儀礼その5－年祝いから先祖供養へ 紀伊國屋書店  2006
  - 日本の姿第21巻/諸鈍シバヤ　紀伊國屋書店  2007.3
  - 日本の姿第22巻/奄美のノロのまつり　紀伊國屋書店  2007.3
  - 日本の姿第23巻/奄美のノロのまつり その2　紀伊國屋書店  2007.3
  - 日本の姿第24巻/佐仁の八月踊り　紀伊國屋書店  2007.3
  - 日本の姿第25巻/与論の十五夜　紀伊國屋書店  2007.3

## DVD（一般向け販売）
- 『合掌造り民家はいかに生まれるか 技術伝承の記録 世界文化遺産 飛騨白川郷』紀伊國屋書店　2005.8
- 『日本の姿第26巻/羽島崎神社の春まつり』紀伊國屋書店　2007.9
- 『日本の姿第27巻/大隅・薩摩の春まつり』紀伊國屋書店　2007.9
- 『日本の姿第28巻/大隅の柴まつり』紀伊國屋書店　2007.9
- 『日本の姿第29巻/鹿児島の正月行事』紀伊國屋書店　2007.9
- 『日本の姿第30巻/甑島のトシドン』紀伊國屋書店　2007.9
- 『日本の姿第31巻/羽島崎神社の春まつり』紀伊國屋書店　2007.9
- 『新編 粥川風土記　清流・長良川の源流域に暮らす』　民族文化映像研究所 2009.8
- 『日本の姿　第１集』民族文化映像研究所／企画・制作 紀伊國屋書店 2016
  - 第１巻　アイヌの結婚式／第２巻　山に生きるまつり／第３巻　椿山‐焼き畑に生きる‐
- 『日本の姿　第２集』民族文化映像研究所／企画・制作　紀伊國屋書店　2016
  - 第４巻　奥会津の木地師／第５巻　龍郷のアラセツ‐ショッチョガマと平瀬マンカイ／第６巻　寝屋子─海から生まれた家族
- 『日本の姿　第３集』民族文化映像研究所／企画・制作  紀伊國屋書店 2016
  - 第７巻　イヨマンテ　熊おくり／第８巻　下園の十五夜行事／第９巻　金沢の羽山ごもり
- 『日本の姿　第４集』民族文化映像研究所／企画・制作　紀伊國屋書　2016
  - 第１０巻　からむしと麻／第１１巻　竹縄のさと／第１２巻　越前和紙

## テレビ番組
- ETV特集 姫田忠義・果てしない記録の旅 1994年 
  - 第一夜　日本の基層文化を求めて
  - 第二夜　ピレネーの文化を見つめる
- ETV特集 民俗学の祖・菅江真澄の世界 1995年 （ギャラクシー賞選奨賞受賞）
- ETV特集 中世の躍動 一遍聖絵を読む 1997年
- ETV特集 北方記録の先達　松浦武四郎を行く 1998年
- ETV特集 日本・定点40年の記録 1999年  
  - 第1回　焼畑に生きた村－高知県椿山
  - 第2回　海が生んだ家族・寝屋子－三重県答志島
  - 第3回　山に生かされた人々－越後奥三面
- NONFIX ガジュマルの樹 島教師の10年 1999年 フジテレビ

他多数

## 著書
- 『ほんとうの自分を求めて』筑摩書房 1977（2013年、クリエブックス編集室から再刊）
- 『樹木風土記 木と日本人』未來社 1980
- 『子育ての民俗をたずねて いのちと文化をつなぐ』柏樹社 1983
- 『私の民衆風土記 周辺への旅』未來社, 1983
- 『山と里のフォークロア 民俗と風土への旅』はる書房, 1984
- 『忘れられた日本の文化 撮りつづけて三〇年』岩波書店 1991
- 『野にありて目耳をすます 姫田忠義対談集』全2巻 民族文化映像研究所編 はる書房 1996
- 『育ちゆく純なるものへ 映像民俗学の贈り物』紀伊國屋書店映像情報部, 2005

### 編著
- 『ウウェペケレ集大成』萱野茂：採録・解説：執筆協力・対談聞き手  アルドオ　1974
- 『森林への期待』編著 全国林業改良普及協会 1974
- 『伝える 混沌のなかから』全3巻 編 未來社, 1985-87

他に、民族文化映像研究所が発行のシナリオ、パンフレット等多数。

## 関連DVD
- 『遥かなる記録者への道 姫田忠義と映像民俗学』出演：姫田忠義、佐藤忠男、萱野茂、ジャック・ルフロ他　紀伊国屋書店 2007.3
- 『ヒメダのコトバ「山村のいま、これから」』民族文化映像研究所 2009.10
- 『対論日本 第3巻「記憶と記録－基層文化の探求－」姫田忠義VS佐藤洋一郎』紀伊國屋書店　2011.2

## 顕彰・受賞

### 個人
- 1989年 - フランス芸術文化勲章オフィシエ
- 1998年 - 日本生活文化大賞個人賞
- 2006年 - 伝統文化ポーラ賞優秀賞
- 2007年、日本建築学会文化賞

## = 民族文化映像研究所名義
- 1984年度日本映画ペンクラブ賞
- 2000年 - 文化財保護功労者表彰団体